# Allen's Company of Comedians
Allens Company of Comedians var ett brittiskt-kanadensiskt teatersällskap, aktivt från 1786 till åtminstone 1790. De utgjorde de första professionella teatersällskapet aktiva i Kanada. 
Sällskapet grundades av Edward Allen, som nämns som engagerad vid Theatre Royal, Edinburgh. Han var engagerad i Philadelphia 1777-1778. Allen lämnade Philadelphia 1778 och bosatte sig i Montréal i Kanada, där han gifte sig året därpå. Teater hade varit förbjudet av den katolska kyrkan i Kanada under den franska tiden, men förbudet upphävdes när Kanada blev brittiskt 1763, och en livlig teaterverksamhet uppstod i de brittiska garnisonerna, vid skolor och i privata amatörteatersällskap. 
Han återvände till Philadelphia år 1785 och bildade ett teatersällskap, Allens Company of Comedians, och återvände med dessa till Montréal i Kanada året därpå, där de började uppträda i en tillfällig lokal tillhörig Simon Levy 1786.  Det var den första professionella teatern aktiv i Kanada: den följdes tre år senare av Joseph Quesnels franskspråkiga Les Jeunes Messieurs Canadiens (1789). 
Sällskapet var litet och aktörerna bestod av Edward Allen och hans fru, paret John Bentley och paret William Moore och Agnes McKay, Simon Clarke och de tre parens barn, främst Andrew Allen, Étienne (Stephen) Bellair och Guillaume (William) Moreau-Mechtler. De hade en bred repertoar med allt från Shakespeare och Molière till samtida operor.  Dess medlemmar öppnade en dansskola (Bellair), en musikskola (Moreau-Mechtler) och en dramaskola (Bentley). De turnerade även till Quebec och tycks ha varit verksamma till åtminstone 1790.